# Меджидов, Руслан Ибрагимович
Русла́н Ибраги́мович Меджи́дов (азерб. Ruslan Məcidov; 22 августа 1985, Баку, Азербайджанская ССР, СССР) — российский и азербайджанский футболист, вратарь.

## Карьера
Руслан Меджидов — воспитанник СДЮШОР «Спартак» (Москва). В 2002 году сыграл 1 матч за дубль «красно-белых», в котором пропустил гол. Затем перешёл в клуб Первого дивизиона, «Кристалл» (Смоленск), за него Меджидов провёл 1 матч. Потом сыграл 1 матч за клуб Второго дивизиона «Видное», и находился в «Анжи», однако матчей за основной состав не играл.
В 2006 году Меджидов уехал в Польшу, там он выступал за клуб «Видзев», проведя 7 игр. После этого уехал в Азербайджан, там он играл в «Нефтчи», затем был на просмотре в «Ростове», но не подошёл клубу и уехал обратно в Азербайджан. Там он играл за «Гянджларбирлийи» и «Поладгостяр».